# Acanthocalycium
Acanthocalycium es un género de plantas suculentas sudamericano perteneciente a la familia Cactaceae. Contiene 5 especies aceptadas.

## Descripción
Las especies de este género son plantas globosas (en ocasiones levemente columnares o alargadas), con numerosas costillas en los tallos suculentos y espinosos. Pueden crecer hasta 60 cm de altura y 20 cm de diámetro. Las plantas generalmente permanecen sin ramificar o se ramifican ligeramente desde las bases. Las areolas tienen muchas espinas de hasta unos 8 cm de largo, que solo se dividen indistintamente en espinas de borde y centrales.
Las flores varían de color amarillo a naranja o de blanco a rosa o magenta y se abren durante el día. Las flores tienen forma de embudo y están formadas por areolas cerca del ápice, con escamas en el exterior que se estrechan hasta convertirse en espinas afiladas. Esta característica es típica del género Acanthocalycium y solo se da en él. En el interior, la zona de la flor que contiene el óvulo (ovario) está protegida con un anillo de pelos.

## Distribución
El área de distribución nativa de este género va desde Bolivia hasta el centro oeste de Brasil y el norte de Argentina.

## Taxonomía
El género fue descrito por Curt Backeberg  y publicado en Kaktus-ABC 224, 412 en el año 1936. Además, el género Acanthocalycium ha sido incluido periódicamente en el género Echinopsis.   

Etimología
Acanthocalycium: nombre genérico que proviene del griego akantha (que significa 'espinoso') y kalyx (que significa 'yemas'), haciendo referencia a las espinas de los tubos florales.

## Especies aceptadas
Actualmente, el género Acanthocalycium consta de 5 especies aceptadas según la Plants of the World Online (POWO):
| Imagen | Nombre científico                                           | Distribución                                                       |
| ------ | ----------------------------------------------------------- | ------------------------------------------------------------------ |
|        | Acanthocalycium klinglerianum (Cárdenas) Lodé               | Bolivia                                                            |
|        | Acanthocalycium leucanthum (Gillies ex Salm-Dyck) Schlumpb. | Noroeste de Argentina                                              |
|        | Acanthocalycium rhodotrichum (K.Schum.) Schlumpb.           | Desde el este de Bolivia hasta el centro oeste de Brasil y Uruguay |
|        | Acanthocalycium spiniflorum (K.Schum.) Backeb.              | Norte de Argentina                                                 |
|        | Acanthocalycium thionanthum (Speg.) Backeb.                 | Noroeste de Argentina                                              |